# 郑祖康
郑祖康（1947年7月—2011年11月8日），汉族，中华人民共和国统计学家、政治人物，复旦大学原副校长、復旦大學管理学院原院长，九三学社社员，九三学社中央常委、上海市委副主委。

## 生平
受文革影响，郑祖康没有上大学，1977年直接参加复旦大学的研究生考试，1978年成为复旦大学数学研究所研究生，是文革后苏步青招收的首批研究生。两年多後，谷超豪举荐郑祖康赴哥伦比亚大学攻读博士学位，主攻数理统计，师从黎子良。1984年获美国哥伦比亚大学博士学位。
1993年出版与黎子良合著的《生存分析》(中文)。
郑祖康當過复旦大学统计系主任。2000年12月至2006年4月任复旦大学管理学院院长。
2008年，当选第十一届全国政协常务委员，代表九三学社，分入第十二组。
2009年1月被聘为上海市人民政府参事，2009年5月起任上海市人民政府参事室主任，直至去世。
2011年11月8日，因胰腺癌在复旦大学附属中山医院逝世。